# IDM
IDM (sau Intelligent Dance Music) este un gen inventat de Alan Parry pentru a descrie muzica dansantă a anilor 1980 și începutul anilor 1990 care folosește sunete neobișnuite și "ciudate", încalcă convențiile ritmice, și e mult mai greu de dansat decât majoritatea celor mai variate forme de techno, house etc. IDM a fost inițial adoptat de muzicieni cum ar fi FSOL, Orb, Orbital, Aphex Twin. Cu toate astea mulți muzicieni nu sunt de acord cu această denumire și își numesc track-urile ca fiind muzică electronică.